# Henrythenavigator
Henrythenavigator, né en 2005, est un cheval de course qui participe aux courses hippiques de plat.

## Carrière de courses
Né dans la pourpre, Henrythenavigator fait forte impression lors de ses débuts en Irlande à 2 ans et enchaîne aussitôt avec une victoire de groupe lors du meeting de Royal Ascot, s'affirmant d'emblée comme un poulain d'exception. Mais à 2 ans il ne parvient pas à décrocher son groupe 1, devant se contenter du premier accessit des Phoenix Stakes, derrière la pouliche Saoirse Abu, et du deuxième dans les Futurity Stakes, battu par un certain New Approach. À 3 ans, Henrythenavigator rentre directement dans les 2000 Guinées, comme souvent avec les pensionnaires de son entraîneur Aidan O'Brien. Il s'impose et prend sa revanche sur New Approach. Bis repetita dans les Guinées irlandaises, toujours devant New Approach. Tandis que son dauphin monte avec bonheur en distance et remporte le Derby d'Epsom, Henrythenavigator reste sur le mile et enchaîne les victoires, tout en se découvrant un nouveau challenger, Raven's Pass. Il le devance avec autorité dans les St. James's Palace Stakes, un peu moins dans les Sussex Stakes, d'une tête. 
Invaincu et possédant quatre groupe 1 dans la musette, Henrythenavigator a maté tous les prétendants au trône de meilleur 3 ans européen sur le mile, mais c'est sans compter sur une pouliche française, une certaine Goldikova, qui interrompt sa série de victoires dans le Prix du Moulin de Longchamp. L'élève de Coolmore enregistre plus qu'une défaite, puisqu'il termine quatrième, bien battu. De fait, il ne gagnera plus une seule course, mais il en appelle rapidement de sa défaite parisienne dans les Queen Elizabeth II Stakes, où il retrouve Raven's Pass. Le rapport de force entre les deux champions semble s'être inversé, et Raven's Pass prend sa revanche. Les deux poulains se donnent ensuite rendez-vous en Californie, où tous les deux vont défier les Américains sur leur terrain : la Breeders' Cup Classic, la plus grande course inter-générations du pays, où les Européens, qui ne comptent qu'une seule victoire (Arcangues en 1993, une sorte de surprise du siècle) risquent rarement un sabot puisqu'elle se déroule sur le dirt, une surface qui n'existe quasiment pas sur le vieux continent. Mais cette année-là, malgré la présence du grand Curlin, les Européens, une fois n'est pas coutume, débarquent en force : les duettistes Henrythenavigator et Raven's Pass, mais aussi le champion Duke of Marmalade (qui avant d'échouer dans le Prix de l'Arc de Triomphe de Zarkava a réalisé une saison parfaite) et le Français expatrié Champs Élysées. Verdict : un remake des Queen Elizabeth II Stakes où Henrythenavigator est de nouveau défait par Raven's Pass et une arrivée historique avec deux Européens aux deux premières places. Un exploit majeur pour Henrythenavigator qui, nanti d'un rating FIAH de 125 (le sixième rating mondial de l'année derrière Curlin, New Approach, Raven's Pass, Zarkava et Duke of Marmalade, à égalité avec Goldikova et autres Zenyatta), se retire dans la foulée pour rejoindre le haras.  

### Résumé de carrière
| Date         | Hippodrome  | Pays        | Course                      | Statut      | Distance    | Jockey       | Place       | Écart       | Vainqueur ou deuxième |
| 2007, 2 ans  | 2007, 2 ans | 2007, 2 ans | 2007, 2 ans                 | 2007, 2 ans | 2007, 2 ans | 2007, 2 ans  | 2007, 2 ans | 2007, 2 ans | 2007, 2 ans           |
| ------------ | ----------- | ----------- | --------------------------- | ----------- | ----------- | ------------ | ----------- | ----------- | --------------------- |
| 6 mai        | Gowran Park | Irlande     | Maiden                      |             | 1 400 m     | S. Heffernan | 1er / 9     | 7           | Dick Morris           |
| 19 juin      | Ascot       | Royaume-Uni | Coventry Stakes             | Gr. 2       | 1 200 m     | M. Kinane    | 1er / 20    | 3/4         | Swiss Franc           |
| 12 août      | Curragh     | Irlande     | Phoenix Stakes              | Gr. 1       | 1 400 m     | K. Fallon    | 2e / 6      | 1           | Saoirse Abu           |
| 25 août      | Curragh     | Irlande     | Futurity Stakes             | Gr. 2       | 1 400 m     | K. Fallon    | 3e / 5      | 3 ¼         | New Approach          |
| 2008, 3 ans  |             |             |                             |             |             |              |             |             |                       |
| 3 mai        | Newmarket   | Royaume-Uni | 2000 Guineas                | Gr. 1       | 1 600 m     | J. Murtagh   | 1er / 15    | nez         | New Approach          |
| 24 mai       | Curragh     | Irlande     | Irish 2000 Guineas          | Gr. 1       | 1 600 m     | J. Murtagh   | 1er / 5     | 1 ¾         | New Approach          |
| 17 juin      | Ascot       | Royaume-Uni | St. James's Palace Stakes   | Gr. 1       | 1 600 m     | J. Murtagh   | 1er / 8     | 3/4         | Raven's Pass          |
| 30 juillet   | Goodwood    | Royaume-Uni | Sussex Stakes               | Gr. 1       | 1 600 m     | J. Murtagh   | 1er / 6     | tête        | Raven's Pass          |
| 7 septembre  | Longchamp   | France      | Prix du Moulin de Longchamp | Gr. 1       | 1 600 m     | J. Murtagh   | 4e / 11     | 2 ¼         | Goldikova             |
| 27 septembre | Ascot       | Royaume-Uni | Queen Elizabeth II Stakes   | Gr. 1       | 1 600 m     | J. Murtagh   | 2e / 7      | 1           | Raven's Pass          |
| 25 octobre   | Santa Anita | États-Unis  | Breeders' Cup Classic       | Gr. 1       | 2 000 m     | J. Velasquez | 2e / 12     | 1 ¾         | Raven's Pass          |

## Au haras
La carrière d'étalon de Henrythenavigator est quelque peu erratique, alors qu'elle s'annonçait sous les meilleures auspices. Resté aux États-Unis dans l'antenne américaine de Coolmore, Ashford Stud, il est proposé à 65 000 $ pour sa première saison et attire de prestigieuses poulinières. Il fait la navette avec l'hémisphère sud, en Australie puis au Chili. Rapatrié en Irlande en 2013, à 30 000 € la saillie, sa production cependant déçoit et son étoile pâlit. En 2016, il monnaie ses services pour 7 500 € puis est vendu en Russie. Il a tout de même donné quelques bons éléments tels George Vancouver (Breeders' Cup Juvenile Turf) et deux vainqueurs des Phoenix Stakes, Pedro The Great et Surdiman.

## Origines

### Famille
Henrythenavigator est, avec Divine Proportions et le Japonais El Condor Pasa, la meilleure illustration d'un croisement qui a largement fait ses preuves, celui de Kingmambo, fils de Miesque, la plus célèbre représentante de la casaque Niarchos, et grand étalon, et d'une fille de Sadler's Wells. Sequoyah, sa mère, a remporté les Moyglare Stud Stakes à 2 ans, avant de se montrer plus discrète l'année suivante. Avec Kingmambo, elle a donné un autre classique, Queen Cleopatra, lauréate des 1000 Guineas Trial (Gr.3) et troisième des 1000 Guinées et du Prix de Diane. Sequoyah est la sœur de Listen (par Sadler's Wells), l'une des meilleures 2 ans de sa génération (Fillies' Mile, deuxième des Moyglare Stud Stakes), puis poulinière au Japon où elle revendique le classique Satono Lux (par Deep Impact), deuxième du Kikuka Sho ainsi que son propre frère Touching Speed (troisième de la Queen Elizabeth II Cup).

### Pedigree
| Origines de Henrythenavigator (USA), mâle bai brun née en 2005. | Origines de Henrythenavigator (USA), mâle bai brun née en 2005. | Origines de Henrythenavigator (USA), mâle bai brun née en 2005. | Origines de Henrythenavigator (USA), mâle bai brun née en 2005. |
| --------------------------------------------------------------- | --------------------------------------------------------------- | --------------------------------------------------------------- | --------------------------------------------------------------- |
| Père Kingmambo                                                  | Mr. Prospector                                                  | Raise a Native                                                  | Native Dancer                                                   |
| Père Kingmambo                                                  | Mr. Prospector                                                  | Raise a Native                                                  | Raise You                                                       |
| Père Kingmambo                                                  | Mr. Prospector                                                  | Gold Digger                                                     | Nashua                                                          |
| Père Kingmambo                                                  | Mr. Prospector                                                  | Gold Digger                                                     | Sequence                                                        |
| Père Kingmambo                                                  | Miesque                                                         | Nureyev                                                         | Northern Dancer                                                 |
| Père Kingmambo                                                  | Miesque                                                         | Nureyev                                                         | Special                                                         |
| Père Kingmambo                                                  | Miesque                                                         | Pasodoble                                                       | Prove Out                                                       |
| Père Kingmambo                                                  | Miesque                                                         | Pasodoble                                                       | Santa Quilla                                                    |
| Mère Sequoyah                                                   | Sadler's Wells                                                  | Northern Dancer                                                 | Nearctic                                                        |
| Mère Sequoyah                                                   | Sadler's Wells                                                  | Northern Dancer                                                 | Natalma                                                         |
| Mère Sequoyah                                                   | Sadler's Wells                                                  | Fairy Bridge                                                    | Bold Reason                                                     |
| Mère Sequoyah                                                   | Sadler's Wells                                                  | Fairy Bridge                                                    | Special                                                         |
| Mère Sequoyah                                                   | Brigid                                                          | Irish River                                                     | Never Bend                                                      |
| Mère Sequoyah                                                   | Brigid                                                          | Irish River                                                     | Milan Mill                                                      |
| Mère Sequoyah                                                   | Brigid                                                          | Luv Luvin'                                                      | Raise a Native                                                  |
| Mère Sequoyah                                                   | Brigid                                                          | Luv Luvin'                                                      | Ringing Bells (famille 9-b)                                     |